# 巴尤維杜普基山
41°47′25″N 23°22′42″E / 41.79028°N 23.37833°E

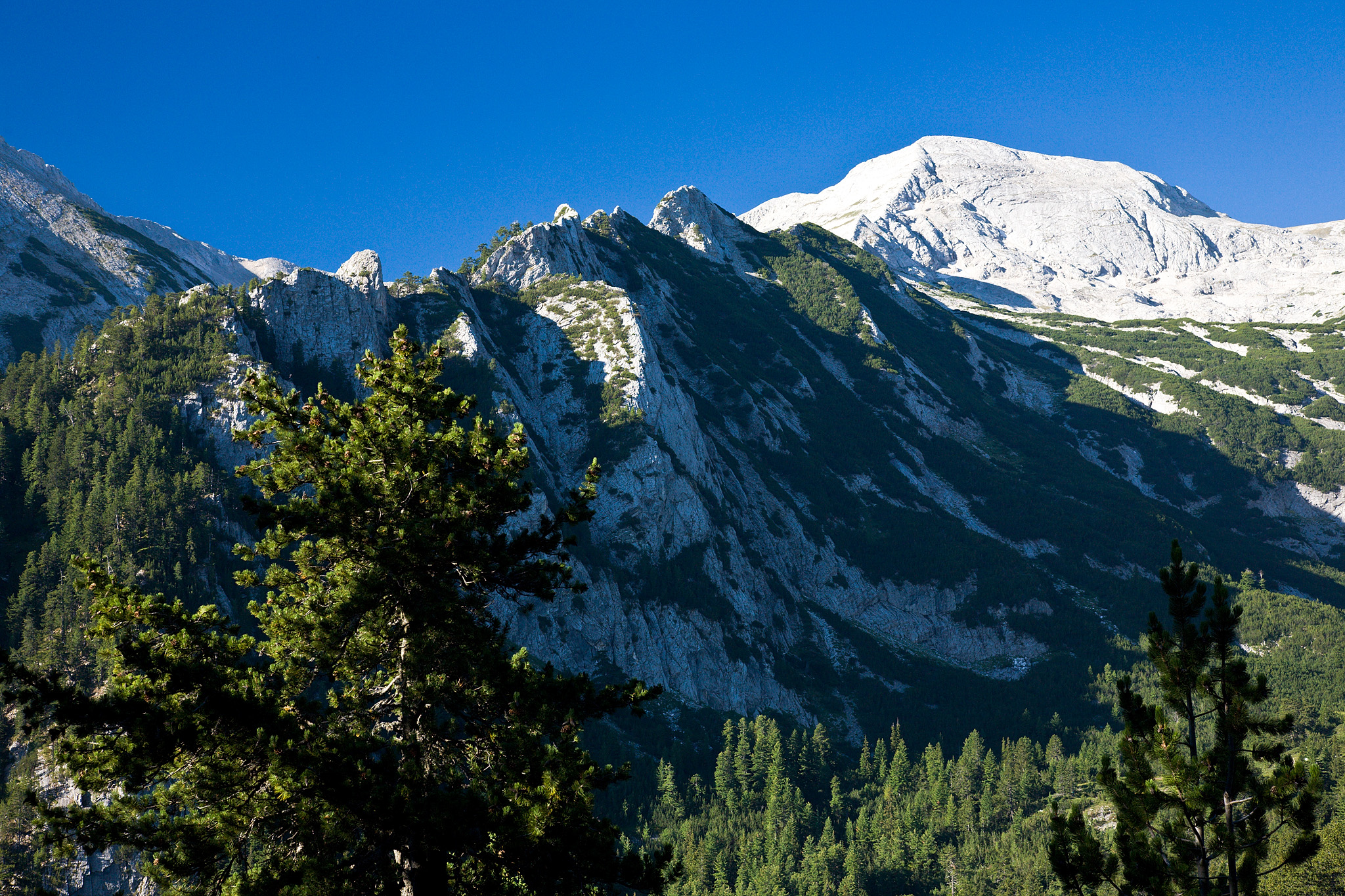

巴尤維杜普基山是保加利亞的山峰，位於該國西南部布拉戈耶夫格勒州，處於班斯基蘇霍多爾山東西北面，屬於皮林山脈的一部分，海拔高度2,820米。